# Laura (Queensland)
Pour les articles homonymes, voir Laura.
Laura est un petit village du comté de Cook dans le far North Queensland en Austraarelie. Il y avait 80 habitants en 2011 ; puis les délimitations de la localité ont changé, prenant en compte 228 habitants selon le recensement de 2016 et 133 habitants selon le recensement de 2021. La localité est située à quelques kilomètres au sud du parc national de Lakefield.
Un aéroport se trouve à proximité de la ville, le Laura Airport (en).
Les peintures aborigènes du Quinkan rock art (en), protégées par la Australian National Heritage List sous le nom de « Quinkan Country », se trouvent sur le territoire de la localité, à proximité du village.